# Natural Born Chaos
Natural Born Chaos är det svenska metalbandet Soilworks fjärde studioalbum, utgivet 2002. Det producerades av Devin Townsend, som också sjunger på "Black Star Deceiver" och "Song of the Damned". Även gitarristen Mattias Eklundh gästar albumet, på "No More Angels".

## Låtlista
1. "Follow the Hollow" - 4:03
2. "As We Speak" - 3:43
3. "The Flameout" - 4:18
4. "Natural Born Chaos" - 4:08
5. "Mindfields" - 3:29
6. "The Bringer" - 4:44
7. "Black Star Deceiver" - 4:42
8. "Mercury Shadow" - 3:49
9. "No More Angels" - 4:02
10. "Song of the Damned" - 5:02